# Veronica Neave
Veronica Neave ist eine australische Schauspielerin. Sie spielte in 26 Folgen der Fernsehserie Meine peinlichen Eltern mit sowie als Episodencast in vielen weiteren australischen Fernsehserien. 2010 hatte sie die Hauptrolle in dem Film Girl Clock!.

## Filmografie (Auswahl)
- 1992: Skippy, das Känguruh (The Adventures of Skippy, Fernsehserie, 1 Folge)
- 1997: Big Sky (Fernsehserie, 1 Folge)
- 2006–2007: Meine peinlichen Eltern (Mortified, Fernsehserie, 26 Folgen)
- 2010: Girl Clock!